# Distrito Perijá
El Distrito Perijá era la entidad territorial del estado Zulia (Venezuela) que precedió a los municipios Rosario de Perijá y Machiques de Perijá. Ubicado en la Sierra de Perijá de la que tomó su nombre.

## Ubicación
Limitaba al norte con el distrito Mara, al sur con el distrito Colón, (con el distrito Catatumbo desde 1980), al este con el Lago de Maracaibo y al oeste con la República de Colombia.

## Historia
El distrito Perijá fue creado como una nueva división político territorial del estado Zulia a partir de 1904 cuando el estado Zulia, fue dividido en los distritos Maracaibo, Mara, Páez, Urdaneta, Perijá, Sucre, Bolívar y Miranda. Su capital fue establecida en la población de Machiques.
En 1904 los cantones Perijá y Fraternidad son unidos para formar el distrito Perijá.
En 1927 el territorio del antiguo Cantón Fraternidad , se separa del Distrito Perijá para formar el Distrito Colón.
En 1916 la Richmond Exploration Company obtiene una concesión para buscar petróleo en el distrito Perijá, perforan el pozo Zanza – 1 en el campo Macoa que resultó seco.
En 1926 la Richmond descubre petróleo en el distrito Perijá, el pozo Novedad – 1 descubre el campo Alturitas, y el pozo Alpuf – 1 descubre el campo Alpuf.
En 1928 Richmond descubre el campo García.
En 1930 se descubren los campos San Julián y Macoa, con los pozos Calcaño – 1 y Macoa 1.
En 1945 se descubre el campo Boscán por la Richmond con el pozo 7-F1,  el mayor campo del distrito Perijá.
En 1948 se descubre el campo San José con el pozo Z36E-1.
.En 1976 con la nacionalización del petróleo los campos de la Richmond pasan a manos de Lagoven.
En 1980 Lagoven inicia una nueva campaña exploratoria en el distrito Perijá,  el pozo ARI – 1X descubre el campo Aricuaisá.
En 1981 el pozo Machiques -1 descubre el campo Machiques, el pozo San Julián – 1 reactiva el campo San Julián.
En 1989 el Distrito Perijá pasa a ser los municipios Machiques de Perijá y  Rosario de Perijá y son electos sus primeros alcaldes.

## Geografía
|                           |
| Distrito entre 1904-1927. |

|                           |
| Distrito entre 1927-1989. |

El distrito Perijá estaba conformado entre 1904 y 1927 el territorio de los actuales municipios Machiques de Perijá,  Rosario de Perijá,   Catatumbo,  Colón,   Jesús María Semprún y Francisco Javier Pulgar.
En 1927 al crearse el distrito Colón quedó con el territorio de los actuales municipios Machiques de Perijá y Rosario de Perijá
Estaba constituido por la costa occidental del lago desde el río Palmar, hasta la confluencia de  los ríos Lora, Negro y Santa Ana. Y desde la cima de la Sierra de Perijá hasta las costas del Lago de Maracaibo.
El territorio está constituido por las montañas altas de la Sierra de Perijá de clima templado de montaña, pasando a bosque tropical húmedo, hasta descender a una zona de tierras bajas y cenagosas hasta la costa del Lago de Maracaibo.

## Parroquias
El distrito Perijá estaba compuesto por las parroquias Perijá y Machiques, actuales municipios Rosario de Perijá y Machiques de Perijá.

## Poblaciones
Entre los pueblos que conformaban el Distrito Perijá estaban:
- Machiques
- La Villa del Rosario
- San José de Perijá

## Actividad económica
Perijá siempre ha sido una región tradicionalmente agrícola y ganadera, dada sus tierras fértiles y sus abundantes lluvias.
La actividad petrolera hizo su aparición a comienzos del siglo XX, sin embargo siempre ha ocupado un lugar secundario dado que los campos no son tan productivos como en otras partes del país.

## Política
El Distrito Perijá era gobernado desde su fundación por un Prefecto y un Consejo Municipal, los cuales eran elegidos por el gobierno de turno, así durante las dictaduras eran funcionarios del gobierno o militares y durante la democracia era miembros del partido gobernante de turno o partidos aliados, así hubo prefectos de varios partidos.
El Consejo municipal estaba constituido igualmente por funcionarios representando el gobierno de turno, durante el período democrático podían ser de un partido o una alianza de partidos como los nombrados anteriormente.
Las funciones del distrito eran más limitadas que las de las alcaldías actuales e incluían:
- Catastro
- Impuestos municipales comerciales
- Emisión de timbres fiscales
- Ornato
- Registro Civil

Funciones como vialidad, servicios, vivienda quedaban bajo la potestad exclusiva del ejecutivo nacional de turno, por medio de organismos como el Ministerio de Transporte y Comunicaciones, Gas del Distrito, Cadafe (la compañía eléctrica), El Instituto Municipal del Aseo Urbano (IMAU), El Instituto Nacional de Obras Sanitarias (INOS), El Ministerio de la Salud, el Ministerio de Educación (ME), el Instituto Nacional de la Vivienda (INAVI).
El centralismo ocasionaba el retraso de las obras, la mala planificación (sin conocer realmente la zona con proyectos hechos en Caracas) y el abandono, para lo que el distrito era impotente.

## Disolución
La reforma de la constitución de Venezuela de 1961 realizada en 1989 conocida como Reforma del estado, tenía como objetivo reordenar el espacio geográfico creando la figura de los municipios, democratizar y descentralizar la administración pública creando gobernadores, alcaldes y concejales electos por el pueblo. Con tal motivo se realizó un estudio donde se dividieron algunos distritos y el Distrito Perijá fue dividido en los municipios Machiques de Perijá y  Rosario de Perijá y tuvo sus primeros alcaldes electos por votación popular.
Además las alcaldías tendrían personalidad propia y no serían solo divisiones administrativas, con el derecho a establecer sus propios símbolos, y con mayor autonomía para decretar ordenanzas.
También se buscaba la descentralización pasando los servicios a compañías privadas regionales, o locales.
Los alcaldes también tendrían un presupuesto y mayores facultades que los prefectos, con responsabilidades en seguridad, servicios, vialidad, transporte y vivienda. 

## Legado
El nombre del distrito Perijá se conserva en sus municipios herederos Machiques de Perijá y Rosario de Perijá, cuyos nombres hacen referencia a sus capitales Machiques y la Villa del Rosario.